# IC 3169
IC 3169 је елиптична галаксија у сазвјежђу Береникина коса која се налази на листи објеката дубоког неба у Индекс каталогу.
Деклинација објекта је + 25° 35' 58" а ректасцензија 12h 20m 21,3s. Привидна величина (магнитуда) објекта IC 3169 износи 15,0 а фотографска магнитуда 16,0.